# Adam Ferguson
Adam Ferguson FRSE, také znám jaké Ferguson of Raith (20. června 1723 – 22. února 1816) byl skotský filosof, sociolog a historik skotského osvícenství. Někdy je označován jako „otec moderní sociologie“.

## Dílo
Mezi hlavní Fergusonova díla patří:
- An Essay on the History of Civil Society (1767) – dostupné online
- The History of the Progress and Termination of the Roman Republic (1783) – dostupné online
- Principles of Moral and Political Science; being chiefly a retrospect of lectures delivered in the College of Edinburgh (1792)
- Institutes of Moral Philosophy (1769) – dostupné online
- Reflections Previous to the Establishment of a Militia (1756)